# 托科皮亚
托科皮亞是智利北方安托法加斯塔大區的一個城市兼自治區。它屬於托科皮亞省，並且也是該省的首府。它瀕臨太平洋，是個港口城市。

## 城市出身人物
阿莱克西斯·桑切斯 (Alexis Sánchez)，足球运动员，曾效力于英格兰超级联赛球會阿仙奴和曼聯。

## 外部連結
- 托科皮亞線上（Tocopilla Online）
- La Prensa de Tocopilla （页面存档备份，存于）
- "El Polemico"

22°5′47″S 70°12′0″W / 22.09639°S 70.20000°W